# Dixeia pigea
Dixeia pigea is een vlindersoort uit de familie van de Pieridae (witjes), onderfamilie Pierinae. De diersoort komt voor in Zimbabwe.
Dixeia pigea werd in 1836 beschreven door Boisduval.